# (35856) 1999 JG64
1999 JG64 (asteroide 35856) é um asteroide da cintura principal. Possui uma excentricidade de 0.16700620 e uma inclinação de 5.76890º.
Este asteroide foi descoberto no dia 10 de maio de 1999 por LINEAR em Socorro.